# Carré de la Maourine
Le carré de la Maourine est une voie de Toulouse, chef-lieu de la région Occitanie, dans le Midi de la France.

## Situation et accès

### Description
Le carré de la Maourine est une voie publique. Il se situe au cœur du nouveau quartier de Borderouge. 
La place forme presque un carré, d'environ 115 mètres de large sur 125 mètres de long, pour une superficie d'environ 15 000 m2. Elle est bordée au nord par le boulevard André-Netwiller, à l'ouest par l'avenue Maurice-Bourgès-Maunoury et au sud par la rue Louise-Weiss. La place est dévolue aux piétons et aux circulations douces.
L'espace au sud, le long de la rue Louise-Weiss, est aménagé en trois petits jardins paysagers. Au nord de la place, le long du boulevard André-Netwiller, trois pavillons sont dévolus à des commerces de proximité. L'espace central est occupé, le dimanche, par un marché de plein vent.

### Voies rencontrées
Le carré de la Maourine rencontre les voies suivantes, dans l'ordre des numéros croissants :
1. Rue Louise-Weiss
2. Avenue Maurice-Bourgès-Maunoury
3. Boulevard André-Netwiller

### Transports
Le carré de la Maourine abrite la station Borderouge, terminus de la ligne de métro . Elle se trouve de plus à proximité immédiate de la gare de bus de Borderouge, la principale gare de bus du nord de l'agglomération toulousaine, où marque l'arrêt la ligne de bus 33 et qui sert de terminus aux lignes de bus 19263640414273114.
Il existe plusieurs stations de vélos à libre-service sur le carré de la Maourine ou les voies adjacentes : les stations no 175 (face au 52 avenue Maurice-Bourgès-Maunoury) et no 248 (rue des Bouquetins).

## Odonymie
La place a été nommée d'après le domaine de la Maourine, qui appartenait au milieu du XVIe siècle à un certain Antoine Maury. La métairie se trouvait cependant plus au sud que la place actuelle, près du parc du même nom (emplacement du centre d'accueil des Jardins du Muséum, actuels no 24-26 avenue Maurice-Bourgès-Maunoury).

## Histoire
Le carré de la Maourine est aménagé à partir de 2007, dans le cadre de la réalisation de la zone d'aménagement concerté (ZAC) de Borderouge. La conception en est confiée par l'aménageur public, Oppidea, à l'agence d'architecture et d'urbanisme parisienne Patrick Chavannes. La place occupe une position de centralité pour le nouveau quartier. Elle est pensée comme un lieu de passage, autour de la station de métro et de la gare de bus de Borderouge. Elle joue également un rôle dans l'activité commerciale du quartier, puisqu'elle regroupe plusieurs commerces de proximité et un centre commercial. 